# Synagoge (Bad Segeberg)

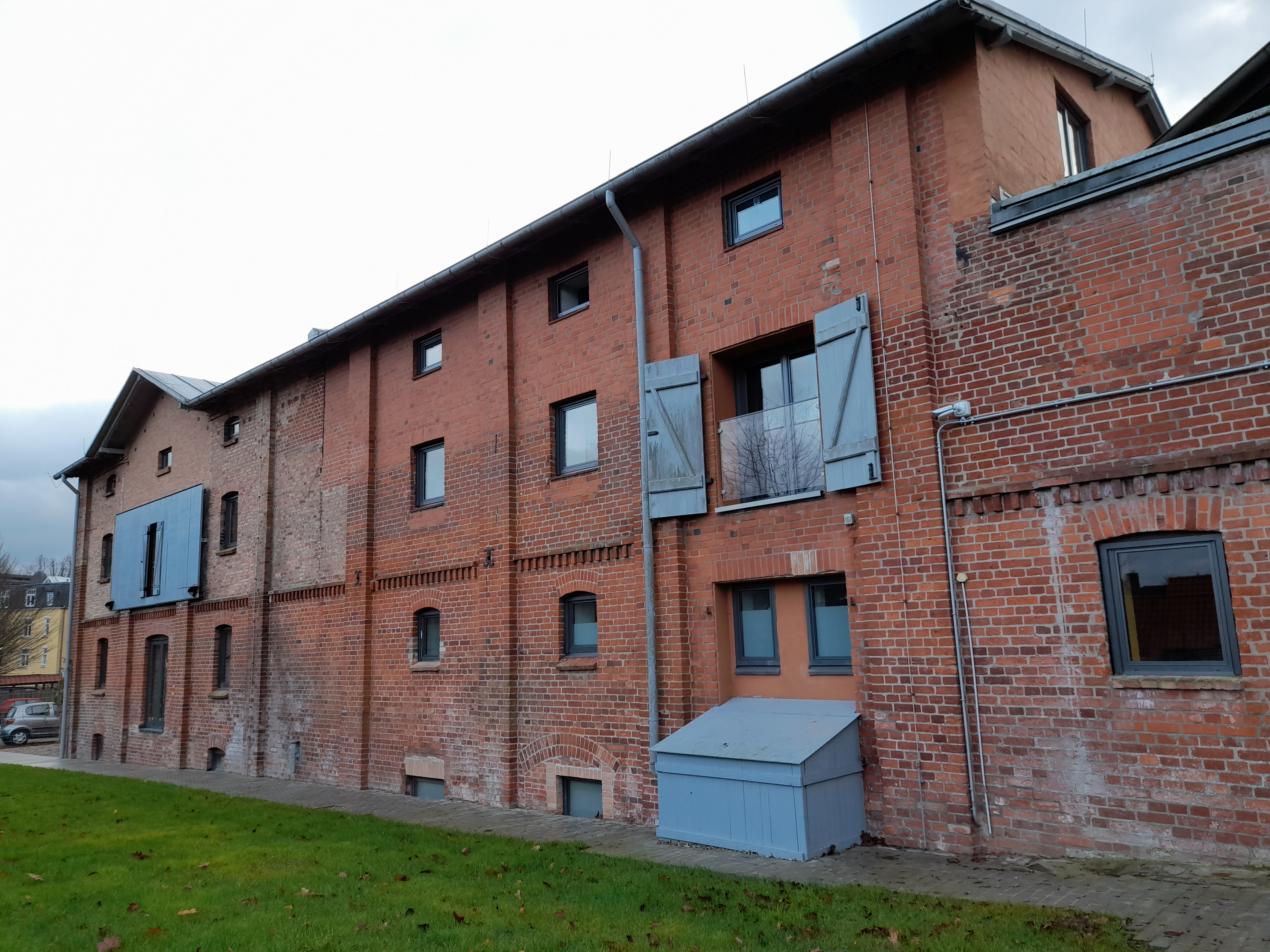
Der Mischkan ha-Zafon von Norden, 2021

Die Synagoge Mischkan HaZafon (hebräisch מִשְׁכַּן הַצָּפוֹן ‚Stiftszelt des Nordens‘) am Jean-Labowsky-Weg in Bad Segeberg besteht seit 2007. Sie ist die zweite Synagoge der in der Zeit des Nationalsozialismus untergegangenen jüdischen Gemeinde Bad Segeberg und ihrer Rechtsnachfolgerin, der 2002 neu gegründeten jüdischen Gemeinde.

## Geschichte
Die ersten Juden ließen sich in der ersten Hälfte des 18. Jahrhunderts in Bad Segeberg nieder. Seit Mitte des 18. Jahrhunderts nutzten sie einen privaten Betraum und legten 1792 den heute so genannten Alten Jüdischen Friedhof an. Um 1820 lebten bereits 70 Juden in der Stadt. Sie stellten damit sieben Prozent der Einwohnerschaft. Der Betraum wurde bald zu klein, so dass die Gemeinde in einem umgebauten Privathaus in der Lübecker Straße eine Synagoge einrichtete. Sie war mit einem Betsaal für 40 Männer und 20 Frauen ausgestattet. Daneben gab es in dem Gebäude auch eine Lehrerwohnung und ein Schulzimmer. Die Gemeinde gehörte zum Rabbinat an der Synagogengemeinde in Wandsbek.

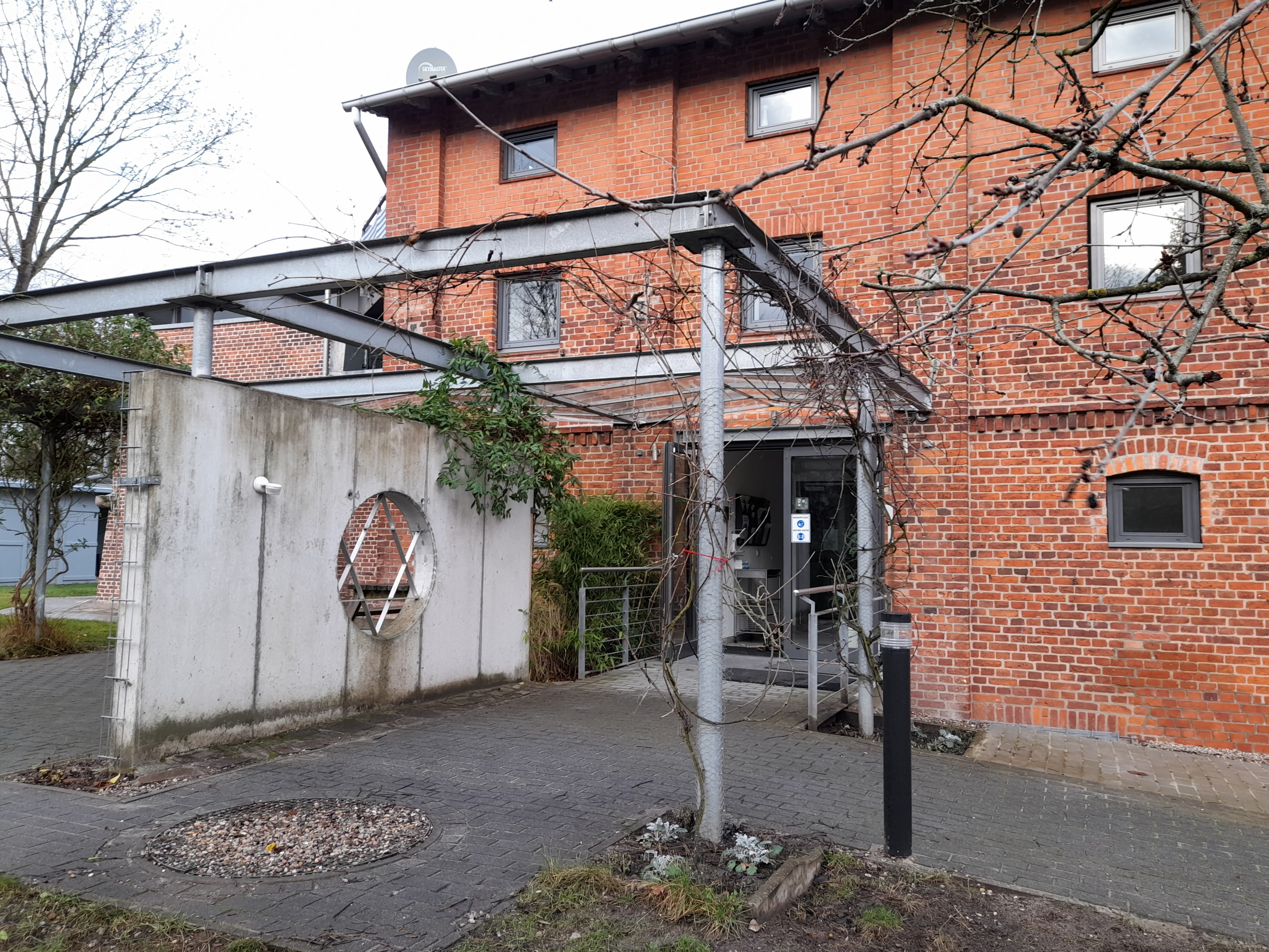
Eingang des Mischkan ha-Zafon von Süden, 2021

1932 übergab die Gemeinde einen Teil der Kultgegenstände an das Lübecker Museum für Völkerkunde als Dauerleihgabe. So überstanden diese die Zeit des Nationalsozialismus. NSDAP-Mitglieder plünderten und verwüsteten die Synagoge während der Reichspogromnacht. Nur die angrenzenden Häuser in der eng bebauten Kirchstraße verhinderten, dass die Nationalsozialisten das Gebäude niederbrannten. 27 Mitglieder der kleinen jüdischen Gemeinde wurden während des Holocaust ermordet. Danach und auch nach dem Ende des Krieges gab es bis um 1990 kaum jüdisches Leben in der Region. Das Gebäude wurde zweckentfremdet und diente nach 1945 zur Unterbringung von Flüchtlingen und Vertriebenen. 1962 wurde das inzwischen baufällige Gebäude abgebrochen. Zum 50. Jahrestag der Pogromnacht wurde 1988 eine Gedenktafel auf dem Grundstück angebracht.
Mit dem Zusammenbruch des Ostblocks und der darauffolgenden Einwanderung osteuropäischer Juden nach Deutschland erstarkte das jüdische Leben in Bad Segeberg wieder. Im Februar 2002 gründete sich die Gemeinde mit 28 Erwachsenen und 13 Kindern neu. Der Neue Jüdische Friedhof wurde noch im Gründungsjahr der Gemeinde mit finanzieller Unterstützung des Jüdischen Kultur- und Fördervereins der Stadt Bad Segeberg und des Landes Schleswig-Holstein eingerichtet. Zunächst kamen sie in Räumen der Versöhnungskirche zusammen. Anschließend mietete die Gemeinde eine frühere Diskothek an. 2005 kaufte sie vom Magistrat der Stadt die ehemalige Lohmühle nebst 3500-Quadratmeter-Grundstück zu einem symbolischen Preis von einem Euro pro Quadratmeter. Anschließend begann der Umbau der Immobilie zu einem Gemeindezentrum. Dort sind neben der Synagoge auch eine Bibliothek, ein überkonfessioneller Kindergarten und ein Jugendzentrum untergebracht. Daneben gibt es eine koschere Küche sowie eine Mikwe, die derzeit die einzige in Schleswig-Holstein ist. Die Synagoge selbst verfügt über eine Frauenempore. Die Baukosten beliefen sich auf 1,6 Millionen Euro. Finanziert wurden sie durch Eigenmittel und Eigenleistungen der Gemeindemitglieder, einen Zuschuss des Landes Schleswig-Holstein in Höhe von 250.000 Euro, 35.000 Euro von der Stiftung Holstein-Herz und 14.000 Euro von der Bingo-Lotterie. Ein Metallfabrikant stiftete den Davidstern, ein Londoner Ehepaar das ewige Licht und ein Pfarrer aus Bad Segeberg vermittelte der Gemeinde ehemalige Schulbänke, die nun als Gemeindebänke dienen. Am Sonntag, 24. Juni 2004, weihte die Gemeinde das neue Zentrum in Anwesenheit des damaligen schleswig-holsteinischen Ministerpräsident Peter Harry Carstensen sowie des Generalsekretärs des Zentralrates der Juden in Deutschland, Stephan Kramer, ein.  Zur Einweihung übergab Hans Wißkirchen, Direktor der Lübecker Museen, der Gemeinde die 400 Jahre alte Torarolle aus dem Besitz ihrer Vorgängergemeinde, die 1932 nach einer Ausstellung im Völkerkundemuseum Lübeck verblieben war.